# 2332 Kalm
2332 Kalm este un asteroid din centura principală, descoperit pe 4 aprilie 1940 de Liisi Oterma.